# (4813) Terebizh
(4813) Terebizh est un astéroïde de la ceinture principale.

## Description
(4813) Terebizh est un astéroïde de la ceinture principale. Il fut découvert le 11 septembre 1977 à Naoutchnyï par Nikolaï Tchernykh. Il présente une orbite caractérisée par un demi-grand axe de 3,12 UA, une excentricité de 0,10 et une inclinaison de 11,9° par rapport à l'écliptique.

## Compléments